# Morán Valverde (Metro de Quito)
Morán Valverde es la segunda estación del Metro de Quito, que funciona como parte de la línea 1. Está ubicada al sur de la ciudad, en el límite entre los barrios Quitumbe y Solanda, sobre la intersección de las avenidas Rumichaca Ñan y Morán Valverde. Esta estación subterránea se encuentra entre las de Quitumbe y Solanda.

## Historia
La estación fue construida como parte del contrato principal del Metro de Quito, ejecutado por el consorcio Acciona–Odebrecht. Aunque su obra civil se completó en 2019, la estación permaneció cerrada hasta el 1 de diciembre de 2023, cuando fue inaugurada como parte de la apertura paulatina de la Línea 1.
Durante la fase de socialización, en enero de 2024, fue una de las estaciones con mayor flujo de pasajeros. Sin embargo, el 25 de enero de 2024, fue cerrada temporalmente debido a incidentes generados por el comportamiento inadecuado de varios usuarios.

## Características
La estación Morán Valverde es subterránea, con dos plataformas laterales, iluminación LED, señalización digital y sistemas de ventilación. Fue diseñada con criterios de accesibilidad universal: cuenta con ascensores, escaleras eléctricas, señalética en braille, guías podotáctiles y dispositivos de emergencia.
Está ubicada bajo la avenida Rumichaca Ñan, una arteria vial principal del sur de Quito. En sus accesos, se han realizado obras complementarias de mejoramiento urbano y adecuación del espacio peatonal.

## Servicios
La estación ofrece los siguientes servicios:
- Venta y recarga de tarjetas del sistema.
- Señalización visual y sonora para el ingreso de trenes.
- Monitoreo por cámaras de seguridad.
- Áreas de espera techadas y señalizadas.
- Conexión directa con paradas de autobuses urbanos sobre la avenida Morán Valverde.[5]

## Accesos
Vestíbulo Morán Valverde
- Avenida Morán Valverde y Avenida Rumichaca Ñan Avenida Morán Valverde y Rumichaca Ñan.
- Ascensor Avenida Rumichaca Ñan.

## Incidentes
El 25 de enero de 2024, la estación fue cerrada temporalmente tras incidentes registrados durante el embarque y desembarque de pasajeros, lo que obligó al personal operativo a suspender el servicio para evitar mayores afectaciones. El hecho fue atribuido a una falta de familiaridad de los usuarios con el sistema y generó una respuesta institucional para reforzar la seguridad y la educación ciudadana.